# Jairo Arias
Jairo Arias Serna (* 2. November 1938; † 13. Oktober 2023 in Houston, Vereinigte Staaten) war ein kolumbianischer Fußballspieler. Der Stürmer nahm mit der kolumbianischen Nationalmannschaft an der Fußball-Weltmeisterschaft 1962 in Chile teil.

## Karriere

### Verein
Arias begann seine Profikarriere 1957 bei Atlético Nacional, wechselte 1960 zu Santa Fe und kehrte anschließend für zwei weitere Spielzeiten zu Atlético Nacional zurück. 1963 und 1964 spielte er für Once Caldas sowie kurzzeitig für Unión Magdalena, bevor er 1965 seine Laufbahn bei Once Caldas beendete.

### Nationalmannschaft
Arias gehörte zum Kader der kolumbianischen Nationalmannschaft für die Weltmeisterschaft 1962 in Chile und gab bei der 1:2-Niederlage im ersten Gruppenspiel gegen Uruguay sein Debüt. Bei der Weltmeisterschaft blieb es sein einziger Einsatz. Die Cafeteros schieden in der Gruppenphase mit einem Punkt aus drei Spielen aus. Beim Campeonato Sudamericano 1963, bei dem Kolumbien den letzten Platz belegte, bestritt Arias drei Turnierspiele. Die 3:4-Niederlage gegen Ecuador beim Turnier war sein letztes Länderspiel.

## Erfolge
Santa Fe
- Kolumbianischer Meister: 1960